# Беј Спрингс (Мисисипи)
Беј Спрингс (енгл. Bay Springs) град је у америчкој савезној држави Мисисипи.

## Демографија
По попису из 2010. године број становника је 1.786, што је 311 (-14,8%) становника мање него 2000. године.
| Група             | 2000.         | 2010.         |
| Белци             | 1.044 (49,8%) | 716 (40,1%)   |
| Афроамериканци    | 1.041 (49,6%) | 1.037 (58,1%) |
| Азијати           | 0 (0,0%)      | 9 (0,5%)      |
| Хиспаноамериканци | 12 (0,6%)     | 14 (0,8%)     |
| Укупно            | 2.097         | 1.786         |